# Prefettura di Yomou
Yomou è una prefettura della Guinea nella regione di Nzérékoré, con capoluogo Yomou.
La prefettura è divisa in 7 sottoprefetture:
- Banié
- Bheeta
- Bignamou
- Bowé
- Diécké
- Péla
- Yomou